# Jean-Paul Tribout

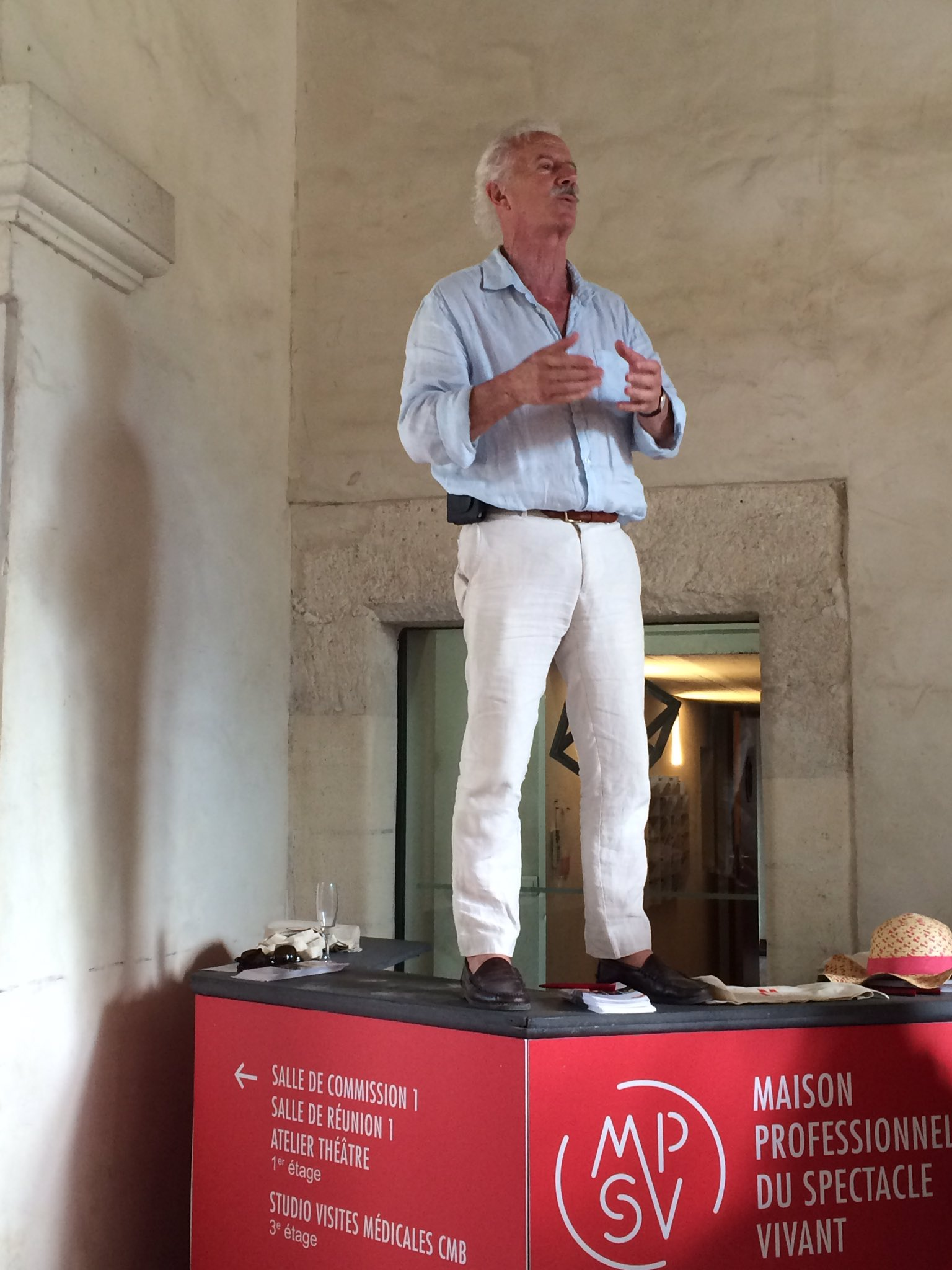
Jean-Paul Tribout

Jean-Paul Tribout (* 1941) ist ein französischer Schauspieler und Regisseur.
Als Schauspieler ist Tribout vor allem durch die Fernsehserie  Mit Rose und Revolver (Les Brigades du Tigre), in der er von 1974 bis 1983 den Inspektor Pujol spielt, bekannt. Am Theater spielte er in 80 Stücken, unter anderem unter der Regie von Michel Galabru. 1986 debütiert er als Theater-Regisseur. Er ist Vorsitzender der französischen Schauspielergewerkschaft ADAMI.

## Filmografie (Auswahl)
- 1966, 1970: Allô Police (Fernsehserie, 2 Folgen)
- 1967–1975: Au théâtre ce soir (Fernsehreihe, 3 Folgen)
- 1972: Das Mädchen von Avignon (La demoiselle d'Avignon, Fernsehserie, 1 Folge)
- 1972: François Gaillard (Fernsehserie, 1 Folge)
- 1973: Kein Rauch ohne Feuer (Il n’y a pas de fumée sans feu)
- 1974: Malaventure (Fernsehserie, 1 Folge)
- 1974: Der eiskalte Job (Le protecteur)
- 1974–1983: Mit Rose und Revolver (Les Brigades du Tigre, Fernsehserie, 36 Folgen)
- 1977: Jedem seine Hölle (À chacun son enfer)
- 1979: Das Licht der Gerechten (La lumière des justes, Fernsehdreiteiler)
- 1979–1981: Mathias Sandorf (Fernsehvierteiler)
- 1981: Wettlauf nach Bombay (La nouvelle malle des Indes)
- 1981: Eine schmutzige Affäre (Une sale affaire)
- 1984: Back Fire (Liste noire)
- 1986: Der Verräter (Un métier du seigneur)
- 1995: Kommissar Moulin (Commissaire Moulin, Fernsehserie, 1 Folge)
- 1998: Une femme d’honneur (Fernsehserie, 1 Folge)